# Panzerbrigade
Panzerbrigades waren eenheden van de Duitse Wehrmacht, tijdens de Tweede Wereldoorlog.

## Panzerbrigade als onderdeel van een Panzerdivisie
De originele Panzerdivisies hadden oorspronkelijk allemaal een Panzerbrigade als gepantserde component. Deze Panzerbrigade bestond uit twee Panzerregimenten. Omdat uit de ervaringen van de Franse veldtocht naar voren kwam dat de Panzerdivisies toch wel wat log waren en topzwaar in tanks, werd de verhouding tanks-infanterie omgedraaid. Omdat nog maar één Panzerregiment per divisie nodig was, waren de Panzerbrigades overbodig geworden en werden meest begin 1941 ontbonden of anders ingezet.

De volgende Panzerbrigades behoorden hiertoe:

- Panzerbrigade 1 – Onderdeel van de 1e Panzerdivisie
- Panzerbrigade 2 – Onderdeel van de 2e Panzerdivisie
- Panzerbrigade 3 – Onderdeel van de 3e Panzerdivisie
- Panzerbrigade 4 – Staf als Panzerdivisie Kempf, later onderdeel van de 10e Panzerdivisie
- Panzerbrigade 5 – Onderdeel van de 4e Panzerdivisie
- Panzerbrigade 8 – Onderdeel van de 5e Panzerdivisie

Eén Panzerbrigade was gelijkwaardig van samenstelling, maar viel niet onder een Panzerdivisie:

- Panzerbrigade 6 – eerst als separate Heerestruppe, later onder 1e Lichte Divisie

## Panzerbrigade als separate Heerestruppe
In de jaren 1941, 1942 en 1943 werden vijf Panzerbrigades opgesteld, die vervolgens aan het Oostfront werden ingezet en/of in de bezette gebieden ingezet werden:

- Panzerbrigade 10
- Panzerbrigade 18
- Panzerbrigade 21
- Panzerbrigade 100
- Panzerbrigade 101 (eerste oprichting)

## Panzerbrigade 1944 – deel 1
Na de zware nederlagen aan het Oostfront in de zomer van 1944, beval Adolf Hitler de vorming van tien Panzerbrigades. Deze order resulteerde van observaties van de successen van ad-hoc Kampfgruppen (Gevechtsgroepen) zoals Schweres Panzer-Regiment Bäke in de winter van 1943/44. Hitler vond dat smalle, mobiele, snelle en gepantserde Kampfgruppen snel in actie gebracht konden worden om vijandelijke gepantserde speerpunten aan te vallen. Hij dacht dat de ideale organisatie van deze Kampfgruppen zou moeten bestaan uit één Panzergrenadierbataljon in halfrupsvoertuigen, één Panzerbataljon met dertig tot veertig Panther tanks, één Pak-companie e verschillende Flak-voertuigen. Hij vroeg twaalf van zulke Kampfgruppen aan, die Brigades genoemd werden. De oprichting van deze Panzerbrigades was tegen het zere been van Kolonel-generaal Heinz Guderian, de Inspekteur der Panzertruppen, omdat deze nieuwe eenheden de vervanging van verliezen en heruitrusting van de aangeslagen reguliere Panzerdivisies hinderde.
Met OKH bevel van 18 juli 1944 werd opdracht gegeven om tien Panzerbrigades op te richten. Deze tien brigades bestonden uit een gereduceerd Panzerbataljon (met 36 Panzerkampfwagen V Panther, 4 Flakpanzer IV(37) en sommigen additioneel 11 Jagdpanzer IV/70(V)) en een bataljon Panzergrenadiers in halfrupsvoertuigen.
Dit waren de volgende Panzerbrigades:

- Panzerbrigade 101 (tweede oprichting) – onderdeel van Panzerverband Strachwitz, later opgenomen door de 20e Panzerdivisie
- Panzerbrigade 102 – later opgenomen door de 7e Panzerdivisie
- Panzerbrigade 103 – later opgenomen in de Panzerdivisie "Müncheberg"
- Panzerbrigade 104 – later opgenomen door de 25e Panzerdivisie
- Panzerbrigade 105 – later opgenomen door de 9e Panzerdivisie
- Panzerbrigade 106 “Feldherrnhalle” – later opgenomen door de Panzerdivisie Clausewitz
- Panzerbrigade 107 – later uitgebouwd tot 25e Panzergrenadierdivisie
- Panzerbrigade 108 – later opgeheven
- Panzerbrigade 109 – later opgenomen door de Panzerdivisie “Feldherrnhalle”
- Panzerbrigade 110 “Feldherrnhalle” – later opgenomen door de 13e Panzerdivisie

## Panzerbrigade 1944 – deel 2
De tweede golf (111e tot 113e) werd opgericht begin september 1944. De organisatie van deze drie brigades was totaal verschillend van de vorige tien. De Panzerabteilung bestond uit één bataljon Panzerkampfwagen IV en één bataljon Panther tanks. De Panzergrenadier component van de brigade was uitgebreid tot een volledig regiment met twee bataljons. Verder was er nog een Panzerverkenningscompanie, een Panzerpioniercompanie en een Sturmgeschütz-companie. 
Dit waren de volgende Panzerbrigades:

- Panzerbrigade 111 – later opgenomen door de 11e Panzerdivisie
- Panzerbrigade 112 – later opgenomen door de 21e Panzerdivisie
- Panzerbrigade 113 – later opgenomen door de 15e Panzergrenadierdivisie

Behalve een paar uitzonderingen, zoals de 106e Panzerbrigade, waren de dertien Panzerbrigades 1944 een kort leven beschoren. De meeste werden uiteindelijk ontboden en opgenomen door reguliere Panzer- en Panzergrenadierdivisies.

## Panzerbrigade - diversen 1944-45
Naast de hierboven genoemde Panzerbrigades, werden er in het laatste oorlogsjaar verschillende ad-hoc Panzerbrigades opgericht. Hieronder vielen dan:

- SS Panzerbrigade Gross – deel van Panzerverband Strachwitz
- SS Brigade Westfalen
- Panzerbrigade 150 – bekend als Panzerbrigade, maar eigenlijk een commando eenheid in de Slag om de Ardennen
- Panzerbrigade von Hobe
- Panzerbrigade Kurland
- Panzerbrigade Norwegen
- Panzerbrigade z.b.V.